# Anoi Itam
Anoi Itam is een bestuurslaag in het regentschap Sabang van de provincie Atjeh, Indonesië. Anoi Itam telt 592 inwoners (volkstelling 2010).